# 961年
| 千纪： | 1千纪 |
| 世纪： | 9世纪 \| 10世纪 \| 11世纪 |
| 年代： | 930年代 \| 940年代 \| 950年代 \| 960年代 \| 970年代 \| 980年代 \| 990年代 |
| 年份： | 956年 \| 957年 \| 958年 \| 959年 \| 960年 \| 961年 \| 962年 \| 963年 \| 964年 \| 965年 \| 966年                                                                                                |
| 纪年： | 辛酉年（鸡年）；于阗同慶五十年；辽應曆十一年；南汉大寶四年；后蜀广政二十四年；南唐交泰四年；北汉天会五年；北宋（吴越、荆南、南唐）建隆二年；大理廣德九年；日本天德五年，應和元年；高丽峻丰二年 |

## 大事记

### 中國
- 南唐為應對北方巨大的軍事壓力從金陵遷都南昌府。
- 南唐元宗李璟逝世，六子李煜繼位。
- 金匱之盟昭憲太后病逝。

### 拜占庭帝國
- 3月6日：拜占庭軍隊在尼基弗魯斯·福卡斯的率領下，經過8個月的攻城戰，佔領並掠奪Chandax（今伊拉克利翁）。尼基弗魯斯無仁慈地屠殺城內的居民，並將所有居民抓起來做奴隸。接下來，尼基弗魯斯視埃米爾Abd al-Aziz ibn Shu'ayb及其家人為戰俘，帶回君士坦丁堡。克里特島自此成為拜占庭的一個軍區，留下的穆斯林也被迫轉信基督教。[1]

### 歐洲
- 5月26日：神聖羅馬帝國國王奧托一世在沃姆斯的帝國議會上，選任其6歲兒子奧托二世為其法定繼承人。奧托二世在亞琛受冠，並由其祖母Matida，及其同父異母的哥哥William負責教導。奧托一世的弟弟布魯諾一世再次掌理洛林公國。
- 夏季：奧托一世率領遠征軍經由特倫托的布倫納山口進入義大利北部，援助受困的年輕教宗若望十二世。奧托一世朝帕維亞，國王貝倫加爾二世則派遣其兒子阿達爾伯特二世從羅馬率領大隊軍馬去奪取上阿迪傑的控制權，並與奧托一世的軍隊對抗。
- 阿達爾伯特二世率領的倫巴底軍隊拒絕對奧托一世戰鬥，除非貝倫加爾二世讓位予阿達爾伯特二世。貝倫加爾二世拒絕了退位的請求，而阿達爾伯特二世也解散了軍隊，只留下了國王軍。貝倫加爾二世則撤退至蒙特費爾特羅的要塞內。
- 一支由血斧埃里克的兒子率領的維京人軍隊登陸霍達蘭郡。國王哈康一世迎擊反抗勢力，但被殺。灰袍哈拉爾成為挪威西半部的統治者。
- 10月15日：阿卜杜拉赫曼三世在位32年後逝世，將位於安達魯斯（今西班牙）的後伍麥亞朝的統治者地位傳予其兒子哈卡姆二世。

## 出生
- 寇準，北宋大臣。

## 逝世
- 南唐元宗李璟
- 昭憲太后，宋太祖趙匡胤生母，趙弘殷正室。